# Nueva España (Madrid)
Nueva España és un barri del districte de Chamartín (Madrid). Limita al nord amb el barri de Castilla, al sud amb Hispanoamérica, a l'oest amb Castillejos (Tetuán) i a l'est amb Colina i Atalaya, a Ciudad Lineal. Està delimitat pel Carrer de Mateo Inurria al nord, la M-30 a l'est, l'Avinguda d'Alberto Alcocer, Plaça de la República Dominicana i el Carrer de Costa Rica al sud, i pel Passeig de la Castellana a l'oest, entre la Plaça de Castilla i la Plaça de Cuzco.

## Població
D'acord amb l'avanç del padró municipal d'habitants, la població del barri l'1 de gener de 2007 era de 23.409 persones, de les quals 20.361 són de nacionalitat espanyola, i 3.048 d'altres nacionalitats. Això representa un percentatge de població estrangera del 13%, sensiblement inferior a la mitjana de la ciutat.

## Transport
Estacions de Metro de Madrid:
- Estació de Plaza de Castilla:
- Estació de Cuzco:
- Estació de Duque de Pastrana:
- Estació de Pío XII:

## Política
A les eleccions a l'Ajuntament de Madrid del 25 de maig de 2003, 9.842 vots van ser al PP, 2.170 al PSOE, 437 a IU. En les eleccions a l'Assemblea de Madrid del 26 d'octubre de 2003, 9.544 vots van ser al PP, 1.843 al PSOE i 448 a IU. Finalment a les eleccions generals espanyoles de 2004, el PP va obtenir 10.154 vots, el PSOE 2.776, i IU 358.